# Manfred Schneider (Geodät)
Manfred Schneider (* 20. August 1935 in Regensburg; † 31. März 2016 in Regensburg) war ein deutscher Geodät und war Universitätsprofessor an der Technischen Universität München.

## Leben
Er war maßgeblich an der Gründung der Forschungsgruppe Satellitengeodäsie in München und am Aufbau der astro-geodätischen Fundamentalstation Geodätisches Observatorium Wettzell beteiligt. Er ist Autor mehrerer Fachbücher über Satellitengeodäsie und über Himmelsmechanik.
Schneider graduierte 1966 zum Dr. rer. nat., habilitierte sich um 1975 und hatte danach über 20 Jahre das Extraordinariat für Satellitengeodäsie an der TU München inne. In dieser Funktion folgte ihm 1999 Markus Rothacher.

## Schriften (Auswahl)
Monographien
- Grundlagen der Satellitengeodäsie. BI-Wissenschaftsverlag, 1988.
- Himmelsmechanik. Bibliographisches Institut, 1979.
- Himmelsmechanik. BI-Wissenschaftsverlag,

1. Grundlagen. 1992.
2. Systemmodelle. 1993.
3. Gravitationstheorie. Spektrum Akademischer Verlag, 1996.
4. Theorie der Satellitenbewegung, Bahnbestimmung. Spektrum Akademischer Verlag, 1998.

- Rotation der Erde. Forschungsgruppe Satellitengeodäsie, 1996.

Aufsätze
- DFG-Symposium „Bezugssysteme“, sowie p.175ff. In: Mitt. Bundesamt für Kartografie und Geodäsie. Potsdam 1999, ISSN 1436-3445.
- zusammen mit U. Schreiber et al.: Der C-II Ringlaser als Prototyp eines Rotationssensors für geowissenschaftliche Anwendungen. w.o. p.175ff, Potsdam 1999.
- Beiträge zur Gravitationsfeldbestimmung mit Erdsatelliten. IAPG/FESG-Schriftenreihe Band 21, TU München / Abt.Satellitengeodäsie, ISSN 1437-8280, München 2005
- zusammen mit Chunfang Cui: Theoreme über Bewegungsintegrale und ihre Anwendung in Bahntheorien. DGK Reihe A (Theoret.Geodäsie) Band 121, ISSN 0938-2836, München 2005
- Gravitationsfeldbestimmung unter Verwendung von Bilanzgleichungen für beliebige Oberservablen, IAPG/FESG-Schriftenreihe Band 23, TU München / Abt.Satellitengeodäsie, ISSN 1437-8280, München 2006.